# Њу Черч (Вирџинија)
Њу Черч (енгл. New Church) насељено је место без административног статуса у америчкој савезној држави Вирџинија.

## Демографија
По попису из 2010. године број становника је 205.
| Група             | 2000.    | 2010.       |
| Белци             | 0 (0,0%) | 159 (77,6%) |
| Афроамериканци    | 0 (0,0%) | 34 (16,6%)  |
| Азијати           | 0 (0,0%) | 2 (1,0%)    |
| Хиспаноамериканци | 0 (0,0%) | 8 (3,9%)    |
| Укупно            | 0        | 205         |